# Colossendeis wilsoni
Colossendeis wilsoni is een zeespin uit de familie Colossendeidae. De soort behoort tot het geslacht Colossendeis. Colossendeis wilsoni werd in 1915 voor het eerst wetenschappelijk beschreven door Calman. 